# Comté d'Indiana
Le comté d'Indiana (anglais : Indiana County) est un comté situé dans l'État de Pennsylvanie aux États-Unis. Le siège du comté est Indiana. Selon le recensement de 2020, sa population est de 83 246 habitants.

## Géographie
Le comté a une superficie de 2 161 km², dont 2 148 km² est de terre. 

### Comtés adjacents
- Comté de Jefferson (nord)
- Comté de Clearfield (est)
- Comté de Cambria (sud-est)
- Comté de Westmoreland (sud)
- Comté d'Armstrong (ouest)

## Démographie
| Groupe            | Comté d'Indiana | Pennsylvanie | États-Unis |
| ----------------- | --------------- | ------------ | ---------- |
| Blancs            | 91              | 73,5         | 58         |
| Latino-Américains | 1,8             | 8,1          | 19         |
| Afro-Américains   | 2,9             | 10,5         | 12,1       |
| Asiatiques        | 1               | 3,4          | 6,2        |
| Métis             | 3               | 3,3          | 4,1        |
| Autres            | 0,18            | 0,4          | 0,5        |
| Amérindiens       | 0,1             | 0,1          | 0,9        |
| Océano-américains | 0,01            | 0,02         | 0,2        |
| Total             | 100             | 100          | 100        |